# Raabs Pokernacht mit GGPoker.de
Raabs Pokernacht mit GGPoker.de, auch nur Raabs Pokernacht, ist eine deutsche Spielsendung des Senders RTL, die von Stefan Raab veranstaltet wird. In der Sendung spielt Raab mit vier weiteren Prominenten und einem Wildcard-Gewinner, der sich auf GGPoker.de für die Sendung qualifiziert hat, die Pokervariante Texas Hold’em um eine Gewinnsumme von 100.000 €. Moderiert wird die Sendung von Jana Wosnitza. Die erste Ausgabe wurde am 27. Februar 2025 auf RTL ausgestrahlt und auf dem Streamingdienst RTL+ bereitgestellt.
Die Sendung ist eine Neuauflage von Raabs ehemaliger ProSieben-Show der TV total PokerStars.de Nacht und wird von Raab Entertainment produziert. 

## Format und Moderation
In jeder Ausgabe wird ein Turnier mit insgesamt sechs Teilnehmern gespielt. Neben Stefan Raab werden die restlichen Plätze von verschiedenen Prominenten sowie einem Online-Qualifikanten belegt.
Die Sendung wird von Jana Wosnitza moderiert und das Spiel von Poker-Experte Michael Körner kommentiert.

## Liste aller Sendungen
Die folgende Tabelle nennt die Ergebnisse aller Sendungen. Die Online-Qualifikanten sind dabei kursiv dargestellt. Bei mehrmals anwesenden Kandidaten ist die Nummer des Besuchs in Klammern hinter dem Namen angegeben, nicht aber bei den Dauerteilnehmern Raab und Elton.
| Folge | Datum            | Platzierung  | Platzierung | Platzierung   | Platzierung     | Platzierung | Platzierung    |
| Folge | Datum            | Sieger       | Zweiter     | Dritter       | Vierter         | Fünfter     | Sechster       |
| ----- | ---------------- | ------------ | ----------- | ------------- | --------------- | ----------- | -------------- |
| 1     | 27. Februar 2025 | Stefan Raab  | Elton       | Laura Karasek | Benjamin Freyer | Ralf Möller | Rúrik Gíslason |
| 2     | 3. April 2025    | Daniel Göbel | Axel Stein  | Lilly Becker  | Jan Köppen      | Stefan Raab | Elton          |
| 3     | 15. Mai 2025     | Damir Hadzic | Sido        | Sarah Engels  | Stefan Raab     | Felix Kroos | Elton          |

## Einschaltquoten
Die erste Ausgabe erreichte zu ihrer späten Sendezeit durchschnittlich nur 450.000 Zuschauer, konnte aber in der erweiterten Zielgruppe der 14-59-jährigen einen Marktanteil von 8,1 % erreichen. Die Show erreichte beim Gesamtpublikum einen Marktanteil von 4,7 % und bei jungen Zuschauern einen Wert von 8,8 %. Mit der zweiten Ausgabe vom 3. April 2025 erreichte die Show einen gesteigerten Marktanteil von 9,6 % und erneut eine durchschnittliche Gesamtreichweite von 450.000 Zuschauern, nachdem RTL am gleichen Abend bereits zur Primetime mit Team Wallraff – Reporter undercover gute Quoten eingefahren hatte.